# Estación de Alfonso XIII
Alfonso XIII es una estación de la línea 4 del Metro de Madrid situada bajo la calle de López de Hoyos a la altura del cruce con la calle de Clara del Rey, muy cerca del comienzo de la avenida de Alfonso XIII, en el barrio de Prosperidad (distrito de Chamartín).

## Historia
La estación forma parte de la ampliación de la línea 4 del Metro de Madrid encaminada a servir a los barrios del nordeste de Madrid. Esta necesidad ya se planteó desde los proyectos iniciales de principios del siglo XX para la creación del ferrocarril metropolitano en Madrid. Sin embargo no fue hasta la segunda mitad de este siglo cuando se llevó a cabo. La estación forma parte del primer tramo entre las estaciones de Diego de León y Alfonso XIII y se abrió al público el 26 de marzo de 1973. La estación fue terminal de la línea 4 hasta el 4 de enero de 1979.
La estación permaneció cerrada desde el 13 de enero y el 10 de marzo de 2020 por obras en la línea. Existió un Servicio Especial gratuito de autobús que sustituía el tramo Avenida de América - Pinar de Chamartín con parada en las inmediaciones de la estación y fue remodelada en el primer trimestre de 2020 para cambiar paredes de mármol y azulejos de pasillos, por vítrex blanco.

## Accesos
Vestíbulo Alfonso XIII
- Clara del Rey C/ Clara del Rey, 83 (esquina C/ López de Hoyos, 190)

## Líneas y conexiones

### Metro
| << cabecera | < estación  | línea | estación >        | cabecera >>        |
| ----------- | ----------- | ----- | ----------------- | ------------------ |
| Argüelles   | Prosperidad |       | Avenida de la Paz | Pinar de Chamartín |

### Autobuses
| Diurnos   |                 |                                                  |
| Línea     | Destino         | Parada                                           |
| 40        | Tribunal        | 312 ALFONSO XIII (Cabecera C/ San Nazario, 1)    |
| 43        | Estrecho        | 313 SAN NAZARIO (C/ Corazón de María, 80)        |
| 72        | Hortaleza       | 313 SAN NAZARIO (C/ Corazón de María, 80)        |
| 9         | Hortaleza       | 2020 METRO ALFONSO XIII (C/ López de Hoyos, 153) |
| 73        | Feria de Madrid | 2020 METRO ALFONSO XIII (C/ López de Hoyos, 153) |
| 9         | Sol / Sevilla   | 2021 METRO ALFONSO XIII (C/ López de Hoyos, 159) |
| 73        | Diego de León   | 2021 METRO ALFONSO XIII (C/ López de Hoyos, 159) |
| 43        | Felipe II       | 2381 METRO ALFONSO XIII (C/ Corazón de María)    |
| 72        | Diego de León   | 2381 METRO ALFONSO XIII (C/ Corazón de María)    |
| Nocturnos |                 |                                                  |
| Línea     | Destino         | Parada                                           |
| N2        | Valdebebas      | 2020 METRO ALFONSO XIII (C/ López de Hoyos, 153) |
| N2        | Cibeles         | 2021 METRO ALFONSO XIII (C/ López de Hoyos, 159) |